# Джюрджевич, Урош
Урош Джюрджевич (серб. Урош Ђурђевић; род. 2 марта 1994, Белград) — черногорский и сербский футболист, нападающий мексиканского клуба «Атлас» и сборной Черногории.

## Клубная карьера
Джюрджевич — воспитанник клубов «Рад» и «Црвена звезда». 28 августа 2011 года в матче против «Слободы» он дебютировал за команду в чемпионат Сербии. 17 ноября 2012 года в матче против «Хайдука» из Кулы Урош забил свой первый гол. В своём первом сезоне он забил девять мячей, чем привлёк внимание «Партизана» и бельгийского «Андерлехта».
В 2014 году Джюрджевич перешёл в нидерландский «Витесс». 7 февраля в матче против «АДО Ден Хааг» он дебютировал в Эредивизи, заменив Лукаса Пиазона. В августе 2015 года «Витесс» расторг контракт с Джюрджевичем.
Летом 2015 года Урош перешёл в итальянский «Палермо» на правах свободного агента. 13 сентября в матче против «Карпи» он дебютировал в итальянской Серии А, заменив во втором тайме Альберто Джилардино. В этом же поединке Урош забил свой первый гол за «Палермо».
Летом 2016 года его контракт с «Палермо» истёк и Урош на правах свободного агента вернулся на родину, подписав контракт со столичным «Партизаном». 27 августа в матче против своего бывшего клуба «Рад» он дебютировал за новую команду. 2 октября в поединке против «Младости» Джюрджевич забил свой первый гол за «Партизан». 11 декабря в матче против «Чукарички» он сделал хет-трик. По итогам сезона Урош помог «Партизану» выиграть чемпионат и Кубок Сербии, а сам он с 24 голами стал лучшим бомбардиром первенства.
Летом 2017 года Джорджевич перешёл в греческий «Олимпиакос». 9 сентября в матче против «Ксанти» он дебютировал в греческой Суперлиге. 16 сентября в поединке против «Астераса» Урош забил свой первый гол за «Олимпиакос». Летом 2018 года Джюрджевич перешёл в хихонский «Спортинг». Сумма трансфера составила 2,5 млн евро. 26 августа в матче против «Химнастика» из Таррагоны он дебютировал в Сегунде.

## Международная карьера
В 2013 году Урош в составе юношеской национальной команды выиграл юношеском чемпионат Европы в Латвии. На турнире он сыграл в матчах против команд Турции, Грузии, Португалии и дважды Франции. В полуфинале против португальцев Джюрджевич забил один из голов.
В 2017 году в составе молодёжной сборной Сербии Джюрджевич принял участие в домашнем молодёжном чемпионате Европы. На турнире он сыграл в матчах против команд Македонии, Португалии и Испании. В поединке против македонцев Урош забил гол.
7 марта 2021 года был впервые вызван в сборною Черногории главным тренером Миодрагом Радуловичем для участия в матчах отборочного турнира чемпионата мира 2022 года против сборных Латвии, Гибралтара и Норвегии. 24 марта 2021 года дебютировал в сборной Черногории в выездном матче первого тура отборочного турнира чемпионата мира 2022 против сборной Латвии (2:1), выйдя в стартовом составе и отыграв всю игру.

## Достижения
Командные
«Партизан»
- Чемпион Сербии: 2016/17
- Обладатель Кубка Сербии: 2016/17

Сербия (до 19)
- Чемпион Европы (юноши до 19 лет): 2013

Индивидуальные
- Лучший бомбардир чемпионата Сербии (24 гола) — 2016/2017